# The Clean
The Clean ist eine neuseeländische Rockband, die 1978 in Dunedin von dem Schlagzeuger Hamish Kilgour († 2022), dem Gitarristen David Kilgour und dem Bassisten Peter Gutteridge († 2014) gegründet wurde. Die Band zählt zu den bekanntesten Vertretern des Dunedin Sound, einer Stilrichtung innerhalb des Indie-Rocks.

## Geschichte
Nach Versuchen, sich in Auckland zu etablieren, kehrte die Band wieder nach Dunedin zurück und veröffentlichte 1981 die Single Tally Ho! auf Flying Nun Records, die Platz 19 der Charts erreichte. Im selben Jahr folgte die EP Boodle Boodle Boodle, die auf Platz 4 der Charts kam. 1982 veröffentlichten sie die EP Great Sounds Great. Danach wurde die Band vorerst stillgelegt. 1983 brachten die Brüder Kilgour unter dem Namen The Great Unwashed das Album Clean Out of Our Minds heraus, das folkiger war als der punkige Sound von The Clean. 1984 folgte eine EP, wieder zusammen mit Peter Gutteridge. Danach brach auch diese Band auseinander. The Clean waren in den 1980er Jahren ein typischer Vertreter des Dunedin Sound, der vom neuseeländischen Label Flying Nun Records verlegt wurde.
Zwischen 1987 und 1989 wirkte Hamish Kilgour bei der Gruppe Bailter Space mit. 1988 kamen die Bandmitglieder von The Clean für zwei Konzerte in London wieder zusammen und veröffentlichten mit dem dabei aufgenommenen Material ein Livealbum. Nach einer Tournee folgte das Album Vehicle im Jahr 1990, mit poppigeren Tönen als auf früheren Veröffentlichungen. Nach einer erneuten Auflösung kamen sie 1994 wieder zusammen und nahmen die Alben Modern Rock (1995), Unknown Country (1996) und Getaway (2001) auf. Ebenfalls 2001 wurde das Livealbum Slush Found veröffentlicht und auch 2003 und 2008 kam je ein Livealbum heraus. 2009 veröffentlichten The Clean das fünfte Studioalbum Mister Pop.
Hamish Kilgour wurde Anfang Dezember 2022 tot aufgefunden, nachdem er seit dem 27. November vermisst wurde. Er starb im Alter von 65 Jahren.

## Diskografie

### Alben
| Jahr | Titel                                       | Höchstplatzierung, Gesamtwochen, AuszeichnungChartsChartplatzierungen (Jahr, Titel, Platzierungen, Wochen, Auszeichnungen, Anmerkungen) | Anmerkungen                |
| Jahr | Titel                                       | NZ | Anmerkungen                |
| ---- | ------------------------------------------- | --- | -------------------------- |
| 1990 | Vehicle                                     | NZ35 (2 Wo.)NZ |                            |
| 1994 | Modern Rock                                 | NZ41 (1 Wo.)NZ |                            |
| 2002 | Anthology                                   | NZ33 (1 Wo.)NZ | Kompilation                |
| 2021 | Unknown Country (25th Anniversary Re-issue) | NZ39 (1 Wo.)NZ | Erstveröffentlichung: 1996 |

Weitere Alben
- 1985: Odditties (aufgenommen 1980–1982 in Dunedin)
- 1986: Compilation (Kompilation)
- 1988: Odditties 2 (Kompilation, unter dem Band-Namen The Great Unwashed)
- 1996: Unknown Country
- 2001: Getaway
- 2001: Slush Fund (Livealbum)
- 2003: Syd’s Pink Wiring System: Live in New Zealand 2000 (Livealbum)
- 2008: Mashed (Livealbum)
- 2009: Mister Pop

### EPs
| Jahr | Titel                                                                                            | Höchstplatzierung, Gesamtwochen, AuszeichnungChartsChartplatzierungen (Jahr, Titel, Platzierungen, Wochen, Auszeichnungen, Anmerkungen) | Anmerkungen |
| Jahr | Titel                                                                                            | NZ | Anmerkungen |
| ---- | ------------------------------------------------------------------------------------------------ | --- | ----------- |
| 1981 | Boodle Boodle Boodle                                                                             | NZ5 (26 Wo.)NZ |             |
| 1982 | Great Sounds Great, Good Sounds Good, So-So Sounds So-So, Bad Sounds Bad, Rotten Sounds Rotten!! | NZ4 (9 Wo.)NZ |             |
| 1986 | Live Dead Clean                                                                                  | NZ23 (5 Wo.)NZ | Live-EP     |

Weitere EPs
- 1990: In-A-Live (Live-EP)

### Singles
| Jahr | Titel Album     | Höchstplatzierung, Gesamtwochen, AuszeichnungChartsChartplatzierungen (Jahr, Titel, Album, Platzierungen, Wochen, Auszeichnungen, Anmerkungen) | Anmerkungen |
| Jahr | Titel Album     | NZ | Anmerkungen |
| ---- | --------------- | --- | ----------- |
| 1981 | Tally Ho –      | NZ19 (7 Wo.)NZ |             |
| 1982 | Getting Older – | NZ36 (3 Wo.)NZ |             |

Weitere Singles
- 1994: Late Last Night